# Ronald Kreer
Ronald Kreer (né le 10 novembre 1959 à Leipzig) est un footballeur est-allemand des années 1980.

## Biographie
En tant que défenseur, Ronald Kreer fut international est-allemand à 65 reprises (1982-1989) pour deux buts inscrits. Sa première sélection fut honorée le 22 septembre 1982 à Bourgas, contre la Bulgarie, qui se solda par un match nul (2-2).
Il joua tout d'abord au Lokomotive Leipzig de 1978 à 1992, remportant trois coupes de RDA et fut finaliste de la C2 en 1987, battu par l'Ajax Amsterdam. Il joua une saison (1992-1993) dans le club du FC Sachsen Leipzig.
Après avoir terminé sa carrière de joueur, il a travaillé pour la DFB dans la formation des jeunes dans la région de Leipzig.

## Clubs
- 1978-1992 :  Lokomotive Leipzig
- 1992-1993 :  FC Sachsen Leipzig

## Palmarès
- Coupe d'Allemagne de l'Est de football

- - Vainqueur en 1981, en 1985 et en 1986
- Championnat de RDA de football
  - Vice-champion en 1986 et en 1988
- Coupe d'Europe des vainqueurs de coupe de football
  - Finaliste en 1987